# Estadio Jesús Martínez “Palillo”
Das Estadio Jesús Martínez “Palillo” (voller Name: Estadio Principal Jesús Martinez "Palillo") ist ein American-Football- und Fußballstadion mit Leichtathletikanlage in der mexikanischen Hauptstadt Mexiko-Stadt. Es ist Teil des Sportkomplexes Ciudad Deportiva Magdalena Mixhuca. Direkt an das Stadion grenzt die Motorsport-Rennstrecke Autódromo Hermanos Rodríguez, auf der der Große Preis von Mexiko der Formel 1 (1962–1970, 1986–1992, 2015–2019 und seit 2021) und der Mexiko-Stadt E-Prix der FIA-Formel-E-Weltmeisterschaft (2016–2020 und seit 2022) ausgetragen wird.

## Geschichte
Die mexikanische Regierung ließ die Sportstätte 1964 errichten. Das Feld ist offen, die beiden Tribünen an den Längsseiten sind überdacht. Insgesamt finden 6160 Zuschauer Platz. Für die olympischen Sommerspiele 1968 wurde die Zuschauerkapazität um 1200 aufgestockt, die Plätze wurden mit temporären Tribünen an den beiden Kurven des Stadions geschaffen. Während der olympischen Spiele war es Austragungsort des Hockeyturniers. Dafür wurde das Spielfeld anhand der Regularien der Fédération Internationale de Hockey (FIH) angepasst.
Nach den olympischen Spielen wurde das Stadion für einen gewissen Zeitraum als Mehrzweck-Sportarena genutzt. Die Wiedereröffnung erfolgte am 23. November 1983 unter dem Namen seines Hauptsponsors, des Komödiendarstellers Jesús Martínez „Palillo“ (1913–1994). Derzeit wird die Anlage als Heimspielstätte von drei Footballmannschaften genutzt, die alle in der Liga de Fútbol Americano Profesional (LFA) vertreten sind. Seit den 2010er Jahren nutzen auch lokale Fußballvereine, wie Atlético Capitalino, der Leviatán FC, der Club Deportivo Muxes oder Guerreros de Xico, temporär das Stadion.
Um den Jahreswechsel 2018/19 diente die Sportanlage zur Unterbringung von Migranten aus El Salvador, Guatemala, Honduras und Nicaragua.